# (33843) 2000 GP127
2000 GP127 (asteroide 33843) é um asteroide da cintura principal. Possui uma excentricidade de 0.07271960 e uma inclinação de 22.94860º.
Este asteroide foi descoberto no dia 11 de abril de 2000 por NEAT em Haleakala.